# Lista de cidades do Canadá
Esta é uma lista de cidades do Canadá, organizadas de acordo com suas determinadas províncias ou territórios.

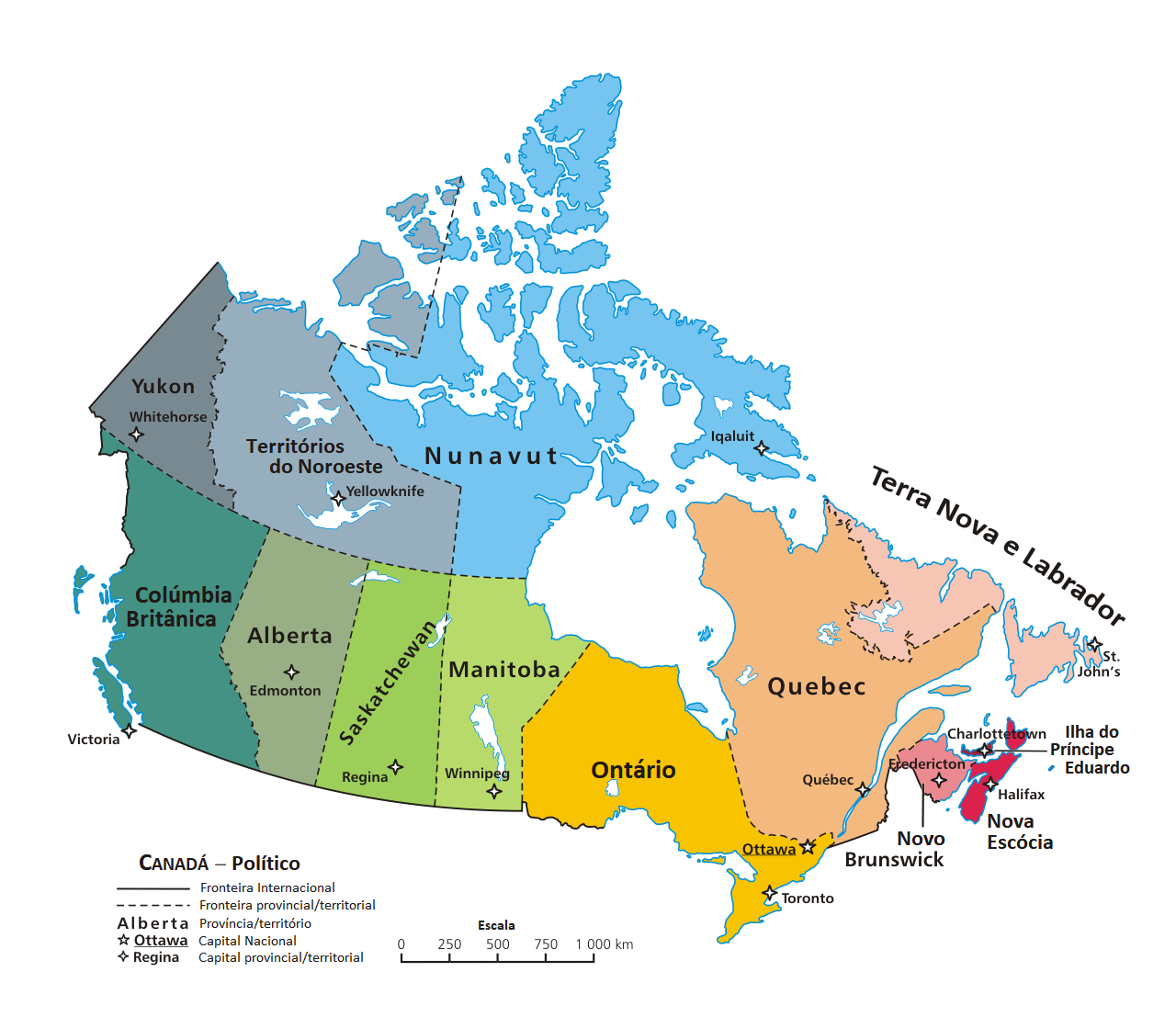
Capital nacional, e capitais provinciais e territórias no Canadá

## Capitais
| Área geográfica          | Capital       | Tipo de capital |
| ------------------------ | ------------- | --------------- |
| Canadá                   | Ottawa        | Nacional        |
| Alberta                  | Edmonton      | Provincial      |
| Colúmbia Britânica       | Vitória       | Provincial      |
| Manitoba                 | Winnipeg      | Provincial      |
| Novo Brunswick           | Fredericton   | Provincial      |
| Terra Nova e Labrador    | St. John's    | Provincial      |
| Nova Escócia             | Halifax       | Provincial      |
| Ontário                  | Toronto       | Provincial      |
| Ilha do Príncipe Eduardo | Charlottetown | Provincial      |
| Quebec                   | Quebec        | Provincial      |
| Saskatchewan             | Regina        | Provincial      |
| Territórios do Noroeste  | Yellowknife   | Territorial     |
| Nunavut                  | Iqaluit       | Territorial     |
| Yukon                    | Whitehorse    | Territorial     |

## Alberta
Para qualificar-se como cidade em Alberta, a localidade deverá ter uma população de 10.000 habitantes, e a maioria dos edifícios deverá estar em parcelas de terra menor que 1.850 metros quadrados. Uma localidade nem sempre é incorporada como uma cidade, mesmo que atenda a esses requisitos. As áreas urbanas de Fort McMurray e Sherwood Park são localidades reconhecidas como equivalentes a cidades, mas permanecem sem incorporação.
Alberta tem 18 cidades, Chestermere é a cidade mais nova de Alberta, incorporando o status de cidade em 1 de Janeiro de 2015.
- Airdrie
- Brooks
- Calgary
- Camrose
- Chestermere
- Cold Lake
- Edmonton
- Fort Saskatchewan
- Grande Prairie
- Lacombe
- Leduc
- Lethbridge
- Lloydminster
- Medicine Hat
- Red Deer
- Spruce Grove
- St. Albert
- Wetaskiwin

## Colúmbia Britânica
Na Colúmbia Britânica, uma comunidade pode ser incorporada como uma cidade se sua população exceder 5.000 habitantes. Uma vez incorporada, a cidade não perde este status mesmo se sua população sofrer declínio mais tarde. A cidade de Greenwood, por exemplo, tem agora uma população de apenas 708 pessoas.
A Colúmbia Britânica possui cerca de 52 cidades.
| - Abbotsford - Armstrong - Burnaby - Campbell River - Castlegar - Chilliwack - Colwood - Coquitlam - Courtenay - Cranbrook - Dawson Creek - Delta - Duncan - Enderby - Fernie - Fort St. John - Grand Forks - Greenwood | - Kamloops - Kelowna - Kimberley - Langford - Langley - Maple Ridge - Merritt - Nanaimo - Nelson - New Westminster - North Vancouver - Parksville - Penticton - Pitt Meadows - Port Alberni - Port Coquitlam - Port Moody | - Powell River - Prince George - Prince Rupert - Quesnel - Revelstoke - Richmond - Rossland - Salmon Arm - Surrey - Terrace - Trail - Vancouver - Vernon - Vitória - West Kelowna - White Rock - Williams Lake |

## Manitoba
Em Manitoba uma localidade pode obter status de cidade caso obtenha uma população de 7.500 habitantes. A cidade mais nova de Manitoba é Morden, que incorporou ao status de cidade em 24 de Agosto de 2012.
Manitoba possui atualmente 10 cidades.
- Brandon
- Dauphin
- Flin Flon
- Morden
- Portage la Prairie
- Selkirk
- Steinbach
- Thompson
- Winkler
- Winnipeg

## Novo Brunswick
A província de Novo Brunswick possui atualmente oito cidades
- Bathurst
- Campbellton
- Dieppe
- Edmundston
- Fredericton
- Miramichi
- Moncton
- Saint John

## Terra Nova e Labrador
Terra Nova e Labrador possui apenas três cidades.
- Corner Brook
- Mount Pearl
- St. John's

## Territórios do Noroeste
Como nos outros dois territórios canadenses, a única cidade incorporada nos Territórios do Noroeste é sua capital.
- Yellowknife - Capital e única cidade incorporada do território

## Nova Escócia

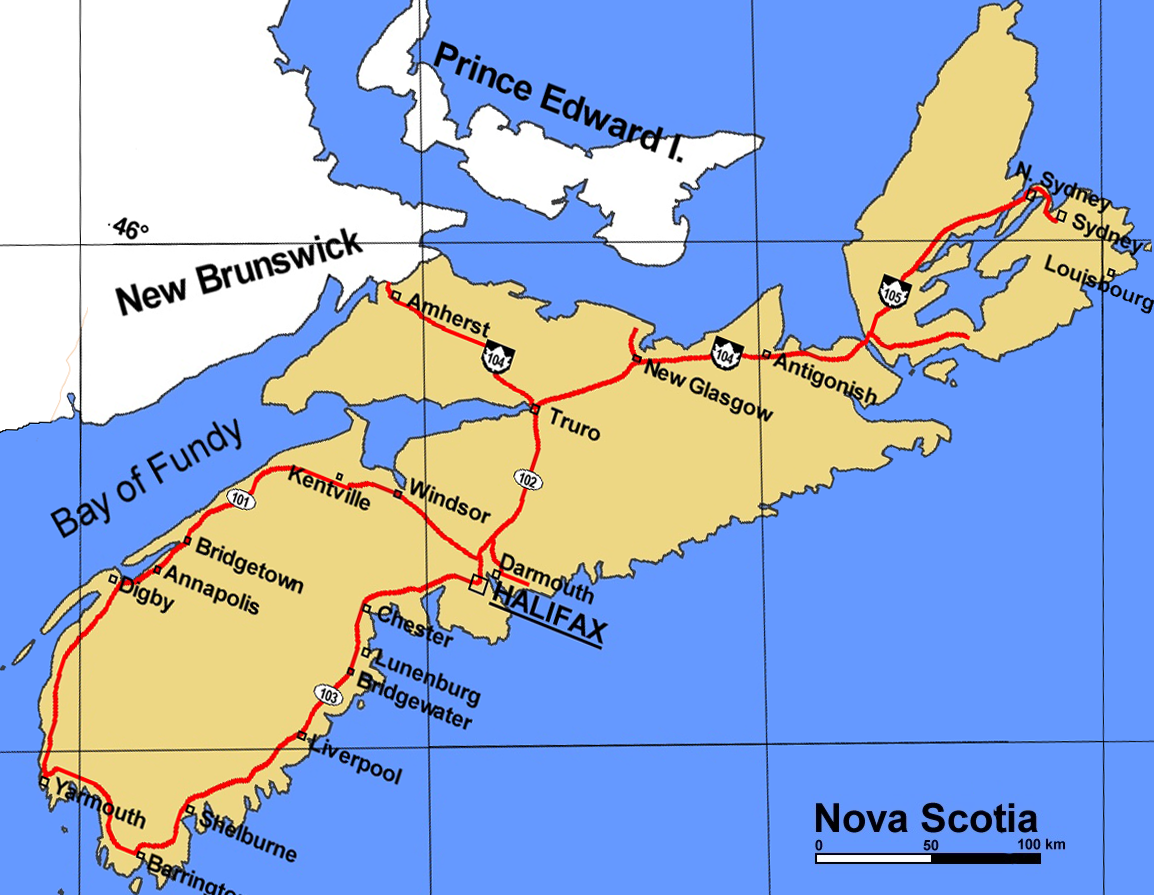
Antigas cidades da Nova Escócia

A Nova Escócia não possui municípios classificados como "cidade", eles foram classificados em outros tipos de assentamentos, sendo a principal delas os municípios regionais.
- Halifax - é capital provincial e área metropolitana, hoje ela é parte da municipalidade regional de Halifax.
- Sydney - era a menor cidade em Nova Escócia por população, agora é parte da municipalidade regional de Cape Breton.
- Dartmouth - era uma cidade em Nova Escócia, agora é parte da municipalidade regional de Halifax.

## Nunavut
Assim como os outros territórios, Nunavut possui apenas uma cidade incorporada, ou seja sua capital.
- Iqaluit - Capital e única cidade incorporada do território

## Ontário
Em Ontário, o status de cidade é conferido pelo governo provincial, geralmente a pedido do município incorporado. Um município pode solicitar o status de cidade a qualquer momento após sua população ultrapassar 10.000 habitantes. Este status não é conferido automaticamente a uma comunidade que atinja essa meta de população, mas deve ser solicitada pelo município e concedida pelo Ministério provincial de Assuntos Municipais e Habitação. Nem todos os municípios que atingem esta meta de população perseguiram a designação de cidade. Por exemplo: Ajax, Oakville, Richmond Hill e Whitby, todas tinham populações superiores a 100.000 em 2011, porém ainda são designadas como cidades. Uma vez designada cidade, o município não perderá esse status, mesmo se sua população caia mais tarde e fique abaixo de 10.000 (como, por exemplo, Dryden). A cidade mais nova de Ontário é Markham, que mudou incorporou-se em cidade em 1 de Julho de 2012.
| - Barrie - Belleville - Brampton - Brant - Brantford - Brockville - Burlington - Cambridge - Chatham-Kent - Clarence-Rockland - Condado de Norfolk - Condado de Prince Edward - Cornwall - Dryden - Elliot Lake - Fort Erie - Guelph - Haldimand - Hamilton - Kawartha Lakes - Kenora - Kingston - Kitchener - London - Mississauga - Niagara Falls | - North Bay - Orillia - Oshawa - Ottawa - Owen Sound - Pembroke - Peterborough - Pickering - Port Colborne - Quinte West - Sarnia - Sault Ste. Marie - St. Catharines - St. Thomas - Stratford - Sudbury - Temiskaming Shores - Thorold - Thunder Bay - Timmins - Toronto - Vaughan - Waterloo - Welland - Windsor - Woodstock |

## Quebec
Ao contrário do restante do Canadá, o Quebec não possui cidades primárias ou secundárias (cities e towns). Ville pode significar tanto uma cidade primária (city) quanto uma cidade secundária (town). A província não possui vilas. Todos os municípios do Quebec são oficialmente cidades.
| - Acton Vale - Alma - Amos - Amqui - Asbestos - Baie-Comeau - Baie-D'Urfé - Baie-Saint-Paul - Barkmere - Beaconsfield - Beauceville - Beauharnois - Beaupré - Bécancour - Bedford - Belleterre - Beloeil - Berthierville - Blainville - Boisbriand - Bois-des-Filion - Bonaventure - Boucherville - Brome Lake - Bromont - Brossard - Brownsburg-Chatham - Candiac - Cap-Chat - Cap-Santé - Carignan - Carleton-sur-Mer - Causapscal - Chambly - Chandler - Chapais - Charlemagne - Châteauguay - Château-Richer - Chibougamau - Clermont - Coaticook - Contrecoeur - Cookshire-Eaton | - Côte Saint-Luc - Coteau-du-Lac - Cowansville - Danville - Daveluyville - Dégelis - Delson - Desbiens - Deux-Montagnes - Disraeli - Dolbeau-Mistassini - Dollard-des-Ormeaux - Donnacona - Dorval - Drummondville - Dunham - Duparquet - East Angus - Estérel - Farnham - Fermont - Forestville - Fossambault-sur-le-Lac - Gaspé - Gatineau - Gracefield - Granby - Grande-Rivière - Hampstead - Hudson - Huntingdon - Joliette - Kingsey Falls - Kirkland - La Malbaie - La Pocatière - La Prairie - La Sarre - La Tuque - Lac-Delage - Lachute - Lac-Mégantic - Lac-Saint-Joseph | - Lac-Sergent - L'Ancienne-Lorette - L'Assomption - Laval - Lavaltrie - Lebel-sur-Quévillon - L'Épiphanie - Léry - Lévis - L'Île-Cadieux - L'Île-Dorval - L'Île-Perrot - Longueuil - Lorraine - Louiseville - Macamic - Magog - Malartic - Maniwaki - Marieville - Mascouche - Matagami - Matane - Mercier - Métabetchouan–Lac-à-la-Croix - Métis-sur-Mer - Mirabel - Mont-Joli - Mont-Laurier - Montmagny - Montreal - Montreal West - Montréal-Est - Mont-Saint-Hilaire - Mont-Tremblant - Mount Royal - Murdochville - Neuville - New Richmond - Nicolet - Normandin - Notre-Dame-de-l'Île-Perrot - Notre-Dame-des-Prairies - Otterburn Park - Paspébiac | - Percé - Pincourt - Plessisville - Pohénégamook - Pointe-Claire - Pont-Rouge - Port-Cartier - Portneuf - Prévost - Princeville - Quebec City - Repentigny - Richelieu - Richmond - Rimouski - Rivière-du-Loup - Rivière-Rouge - Roberval - Rosemère - Rouyn-Noranda - Saguenay - Saint-Augustin-de-Desmaures - Saint-Basile - Saint-Basile-le-Grand - Saint-Bruno-de-Montarville - Saint-Césaire - Saint-Colomban - Saint-Constant - Sainte-Adèle - Sainte-Agathe-des-Monts - Sainte-Anne-de-Beaupré - Sainte-Anne-de-Bellevue - Sainte-Anne-des-Monts - Sainte-Anne-des-Plaines - Sainte-Catherine - Sainte-Catherine-de-la-Jacques-Cartier - Sainte-Julie - Sainte-Marguerite-du-Lac-Masson - Sainte-Marie - Sainte-Marthe-sur-le-Lac - Sainte-Thérèse - Saint-Eustache - Saint-Félicien - Saint-Gabriel - Saint-Georges - Saint-Hyacinthe | - Saint-Jean-sur-Richelieu - Saint-Jérôme - Saint-Joseph-de-Beauce - Saint-Joseph-de-Sorel - Saint-Lambert - Saint-Lazare - Saint-Lin-Laurentides - Saint-Marc-des-Carrières - Saint-Ours - Saint-Pamphile - Saint-Pascal - Saint-Pie - Saint-Raymond - Saint-Rémi - Saint-Sauveur - Saint-Tite - Salluit - Salaberry-de-Valleyfield - Schefferville - Scotstown - Senneterre - Sept-Îles - Shawinigan - Sherbrooke - Sorel-Tracy - Stanstead - Sutton - Témiscaming - Témiscouata-sur-le-Lac - Terrebonne - Thetford Mines - Thurso - Trois-Pistoles - Trois-Rivières - Valcourt - Val-d'Or - Varennes - Vaudreuil-Dorion - Victoriaville - Ville-Marie - Warwick - Waterloo - Waterville - Westmount - Windsor |

## Ilha do Príncipe Eduardo
A província de Ilha do Príncipe Eduardo possui duas cidades. Mas possui vários outros tipos de municípios.
- Charlottetown - Capital e maior cidade da província
- Summerside

## Saskatchewan
Para ser designada cidade em Saskatchewan, a mesma necessitará de pelo menos 5000 habitantes ou mais. A cidade mais nova de Saskatchewan é Warman.
Saskatchewan possui 16 cidades.
- Estevan
- Flin Flon
- Humboldt
- Lloydminster
- Martensville
- Meadow Lake
- Melfort
- Melville
- Moose Jaw
- North Battleford
- Prince Albert
- Regina
- Saskatoon
- Swift Current
- Warman
- Weyburn
- Yorkton

## Yukon
Exatamente como nos outros dois territórios canadenses, a única cidade incorporada no Yukon é sua capital, Whitehorse. Dawson também foi incorporada anteriormente como uma cidade, mas quando os critérios mudaram nos anos 80, seu status foi reduzido devido à população insuficiente. Apesar disso, através de disposição especial, Dawson City foi oficialmente considerada uma cidade.
- Whitehorse - Capital do território e também única cidade incorporada.
- Dawson City